# 文華高中站
文華高中站位於臺中市西屯區，為臺中捷運綠線（烏日文心北屯線）之捷運車站。本站的共構大樓是臺中捷運首棟完成的聯合開發大樓。

## 車站概要
車站位於文心路三段與河南路一、二段路口附近（文心路三段上）；車站編號為108。

## 車站構造
高架車站，兩座側式月台，一個出入口。

### 車站樓層
| 地上 四樓          | 穿越層                              | 月台連絡天橋 |
| 地上 三樓          |                                     |              |
| 側式月台，右側開門 |                                     |              |
| ①號月台            | 綠線 往北屯總站方向（文心中清站）   |              |
| ②號月台            | 綠線 往高鐵台中站方向（文心櫻花站） |              |
| 側式月台，右側開門 |                                     |              |
| 穿堂層             | 出入口、服務台、驗票口、自動售票機  |              |

| 地上 二樓 | 中間層 | 樓梯、電扶梯轉接平台 |
| 地面      |        |                      |
| 出入口    | 出入口 |                      |

### 車站出口
於文心路與河南路交叉路口西南角設有單側出入口，以土地開發方式辦理。另預留未來增設對側出入口之銜接口。
| 出入口                             | 圖片 | 位置                       |
| ---------------------------------- | ---- | -------------------------- |
| 單一出入口 · 設有電梯 · 設有手扶梯 |      | 文心路三段與河南路二段路口 |
| 註： 設有電梯 \| 設有手扶梯        |      |                            |

### 聯開共構大樓

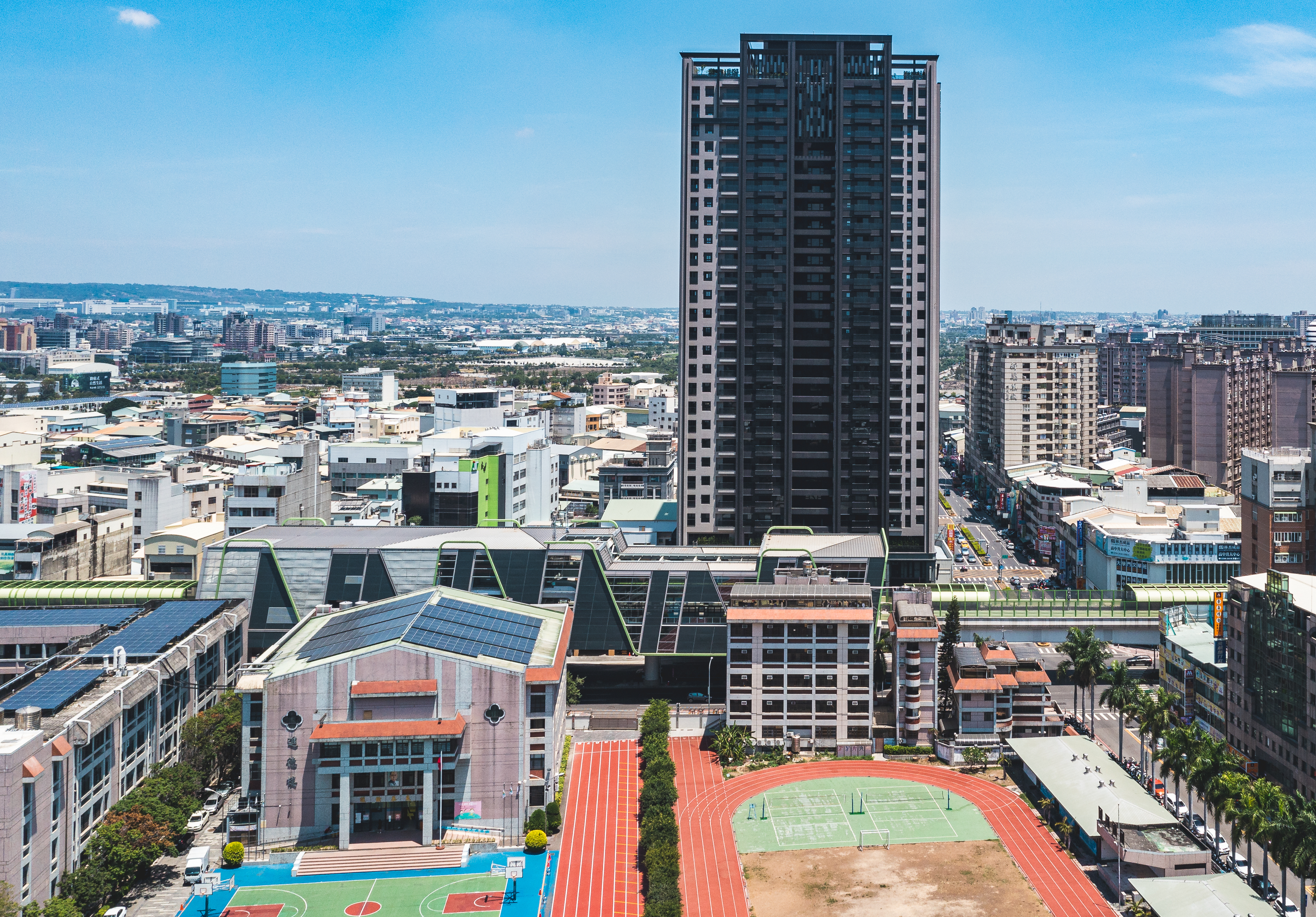
文華高中站與前方台中市立文華高中與後方聯開共構大樓

該大樓為台中捷運首件共構聯開案，世義貿易公司於2014年11月取得開發權，與冠德建設合作興建地上28層、地下6層的住商大樓，大樓共規劃198戶住宅、2戶店鋪，捷運設施空間則位在地下3樓至地上3樓，工程於2017年7月17日舉行開工典禮，於2021年完工。

## 歷史
- 2013年3月15日 - 工程開始[7]（pp. 4-5）。
- 2018年6月30日 - 公告站名[8]。
- 2020年
  - 11月16日 - 試營運（至12月15日止4週間免費）[9]。
  - 11月22日 - 車輛出現半永久聯接器軸心斷裂問題，試營運中止[10]。
  - 12月19日 - 原定正式營運日[9]。
- 2021年
  - 3月25日 - 重啟試營運（4月23日止的30日間持IC卡免費。4月24日運休）[11]。
  - 4月25日 - 正式營運[11]。

## 利用狀況
文華高中站2022全年每日進出人次約2,237人次，在台中捷運系統中排名第10。
| 年   | 年間    | 年間    | 年間     | 單日平均 | 單日平均 |
| 年   | 進站    | 出站    | 進出站計 | 進站     | 進出站   |
| ---- | ------- | ------- | -------- | -------- | -------- |
| 2022 | 411,730 | 404,739 | 816,469  | 1,128    | 2,237    |

## 相片集

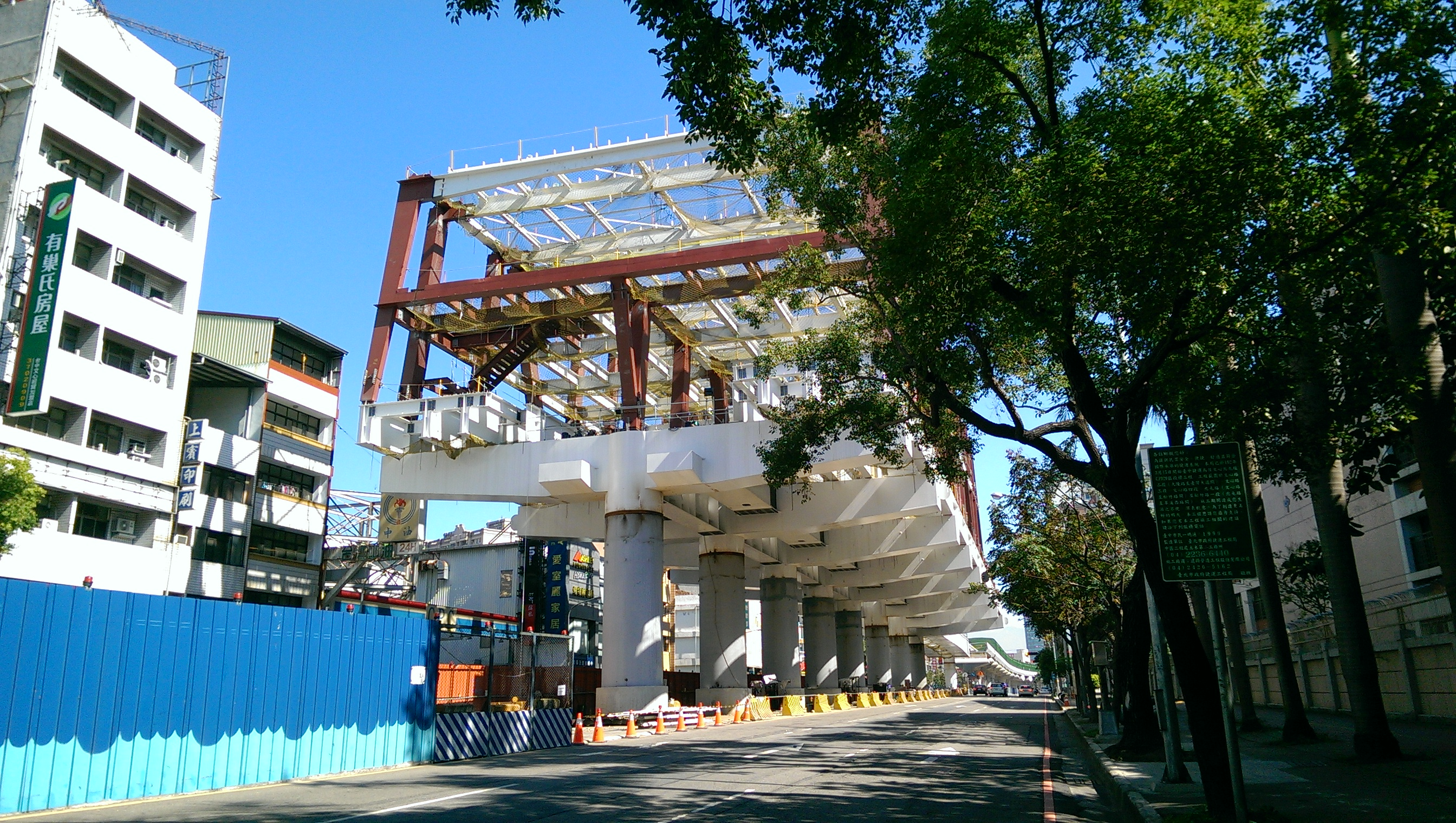
興建中的文華高中站（2016年1月）
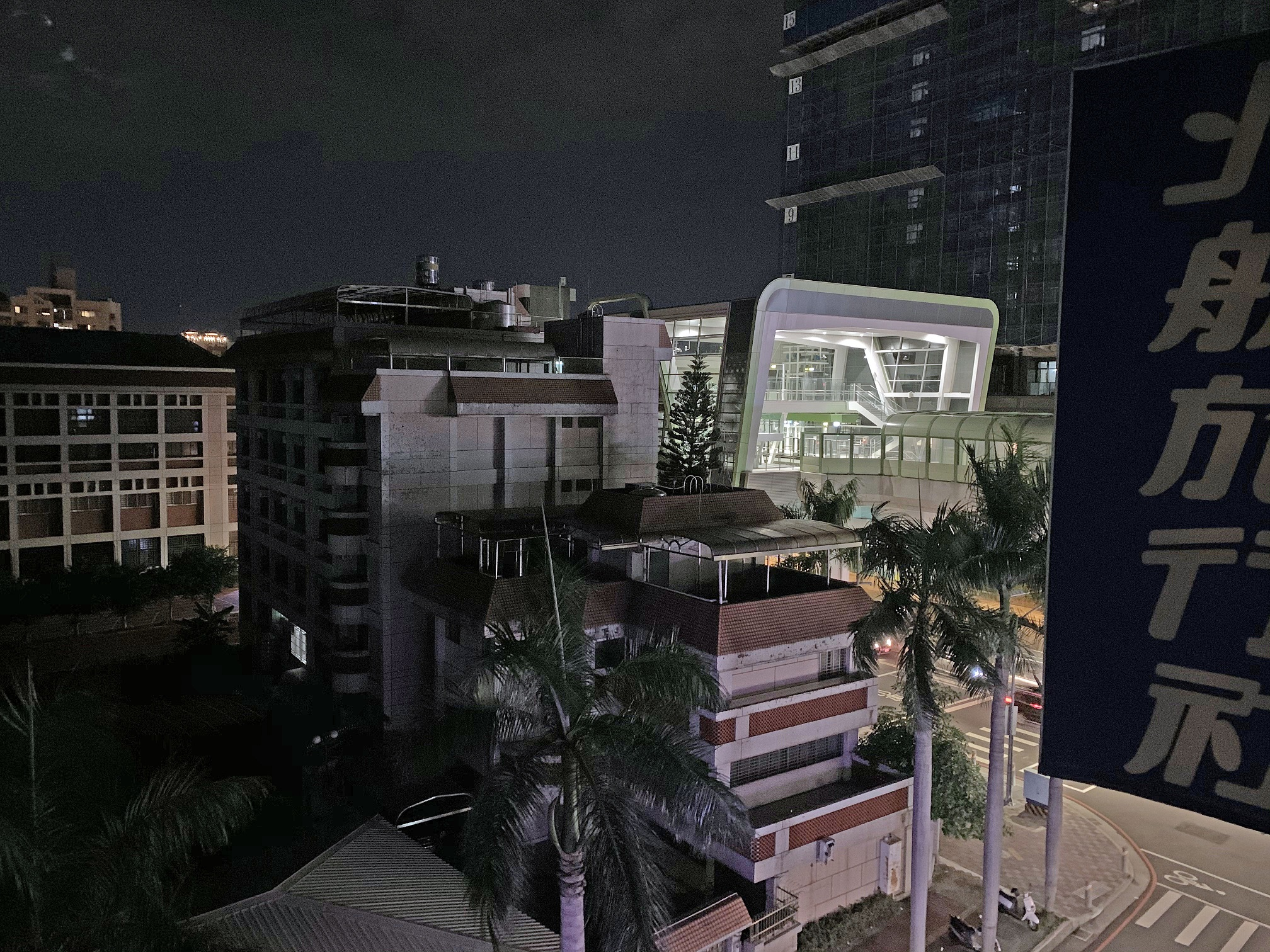
文華高中站夜間一幕
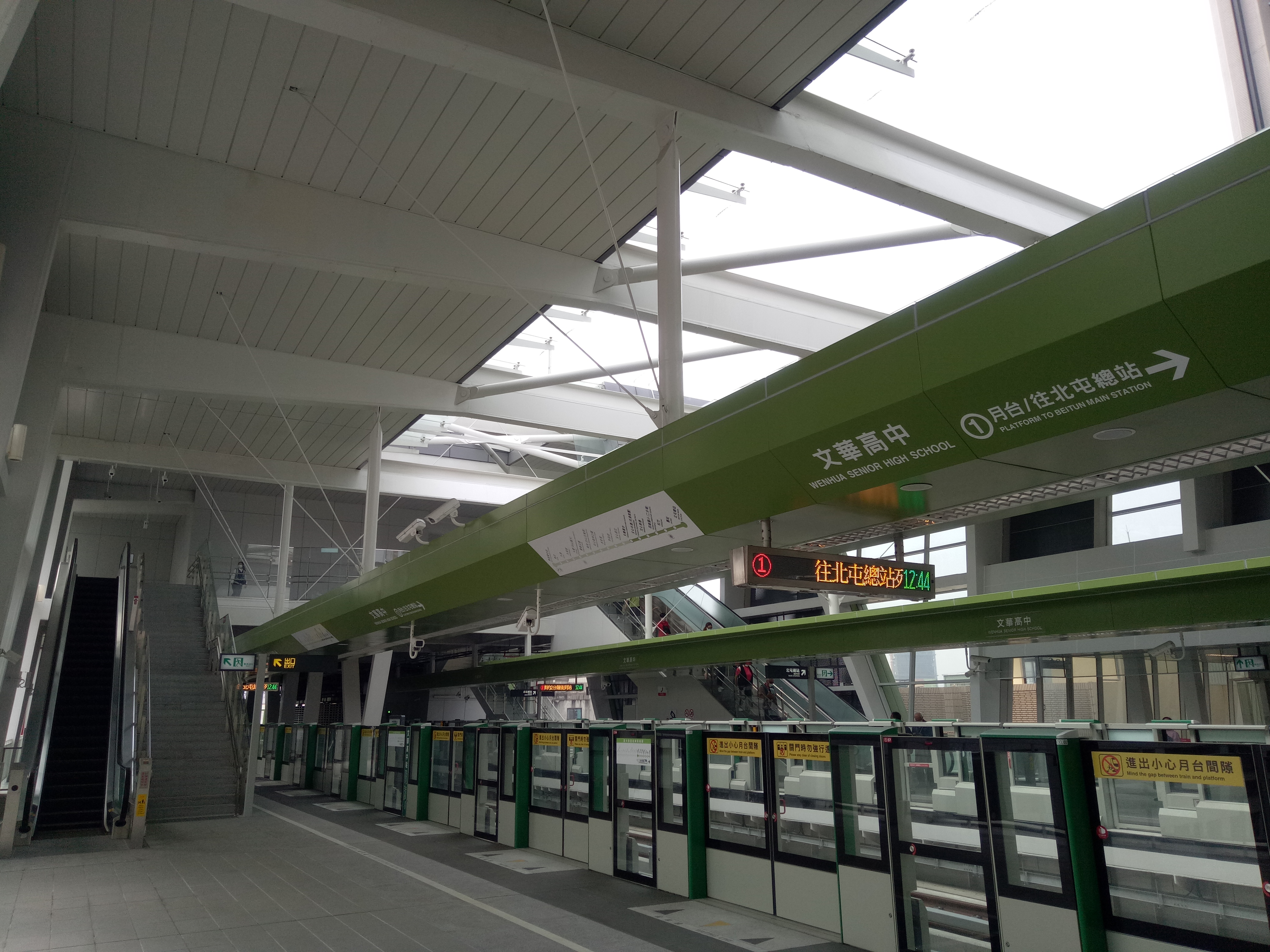
文華高中站1號月台
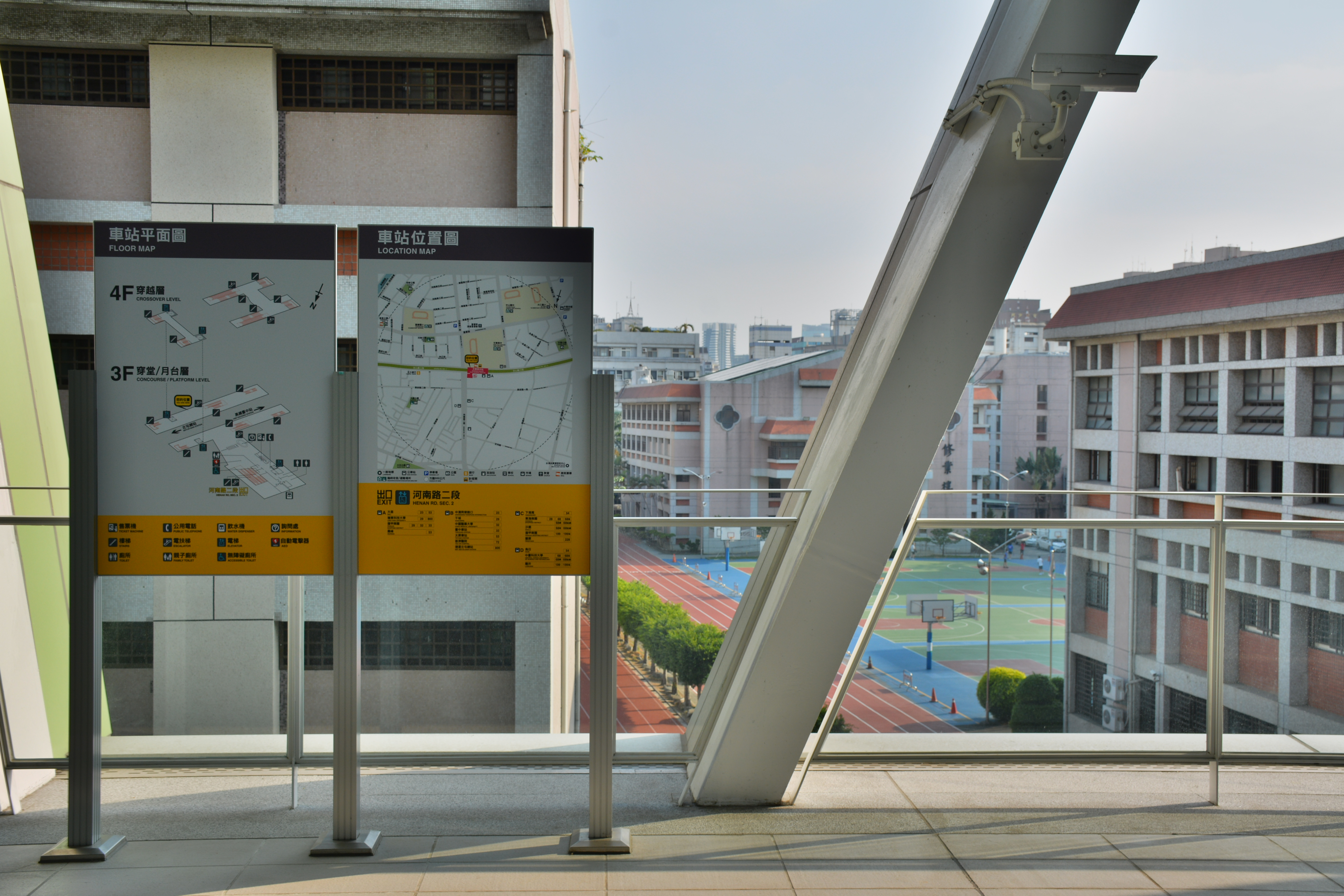
由月台望向文華高中

## 外部連結
- 臺中捷運烏日文心北屯線土地開發場站共構大樓案說明會
- 捷運綠線(公開)
- 文華高中站（台中捷運股份有限公司） （页面存档备份，存于）